# Parafrasi greca delle Istituzioni
La Parafrasi greca delle Istituzioni (in greco bizantino Ἰνστιτούτα, in latino Paraphrasis Graeca Institutionum) è una traduzione in greco delle Istituzioni, eseguita da Teofilo, uno dei membri della commissione che ha redatto in latino le Istituzioni di Giustiniano.
I giuristi, che su incarico di Giustiniano stavano compiendo la grande unificazione di tutto il diritto romano, avevano avuto dallo stesso imperatore il compito di premettere un testo di Istituzioni, per la forte attenzione a creare una classe di giuristi preparati alla grande novità legislativa.
La commissione era presieduta da Triboniano, che dirigeva tutta l'operazione; gli altri membri erano Teofilo e Doroteo. Già il 21 novembre del 533 le Istituzioni in latino erano pronte.
Fu l'imperatore a decidere che le Istituzioni dovevano essere apprese nel primo semestre di un corso completo previsto in cinque anni. Il genere esisteva già: le più famose erano le Istituzioni di Gaio. La fortuna delle Istituzioni giustinianee portò a far dimenticare tutte le opere analoghe precedenti e le Istituzioni gaiane furono riscoperte come testo autonomo rispetto al Corpus iuris solo nel 1816.
Il testo delle Istituzioni era in latino, ma l'impero di Giustiniano per buona parte era di lingua greca. Si sentì perciò il bisogno di un'opera che servisse agli studenti che avevano più familiarità con il greco rispetto al latino. Non si operò una semplice traduzione, ma fu composta una parafrasi, idonea a semplificare i concetti e meglio spiegarli per giovani che provenivano da un mondo culturale diverso, più portato agli approfondimenti filosofici, che alla concretezza della tradizione giuridica romana.
Alla fine dell'Ottocento la Parafrasi greca delle Istituzioni fu oggetto di un'edizione critica e di uno studio approfondito da parte di Contardo Ferrini, illustre professore all'Università di Pavia, di stampo cattolico, poi beatificato dalla Chiesa, che sottolineò gli aspetti della centralità della persona nel diritto giustinianeo, resa più evidente nella Parafrasi, ma già presente nelle Istituzioni giustinianee e non in quelle gaiane.